# I Spit on Your Grave (film, 2010)
I Spit on Your Grave är en amerikansk Rape & revengefilm från 2010 i regi av Steven R. Monroe. 

## Handling
Jennifer Hills lämnar storstan och hyr en enslig stuga ute i skogen för att skriva en roman. Väl där blir hon våldtagen, misshandlad och lämnad att dö av fem män. Men Jennifer överlever och bestämmer sig för att hämnas på gärningsmännen, en efter en.

## Om filmen
Filmen är en nyinspelning av I Spit on Your Grave från 1978 och den har fått två uppföljare; I Spit on Your Grave 2 och I Spit on Your Grave 3: Vengeance Is Mine.

## Rollista i urval
- Sarah Butler - Jennifer Hills
- Jeff Branson - Johnny
- Andrew Howard - Storch
- Daniel Franzese - Stanley
- Rodney Eastman - Andy
- Chad Lindberg - Matthew
- Tracey Walter - Earl